# Scopula divisaria
Scopula divisaria là một loài bướm đêm trong họ Geometridae.

## Hình ảnh

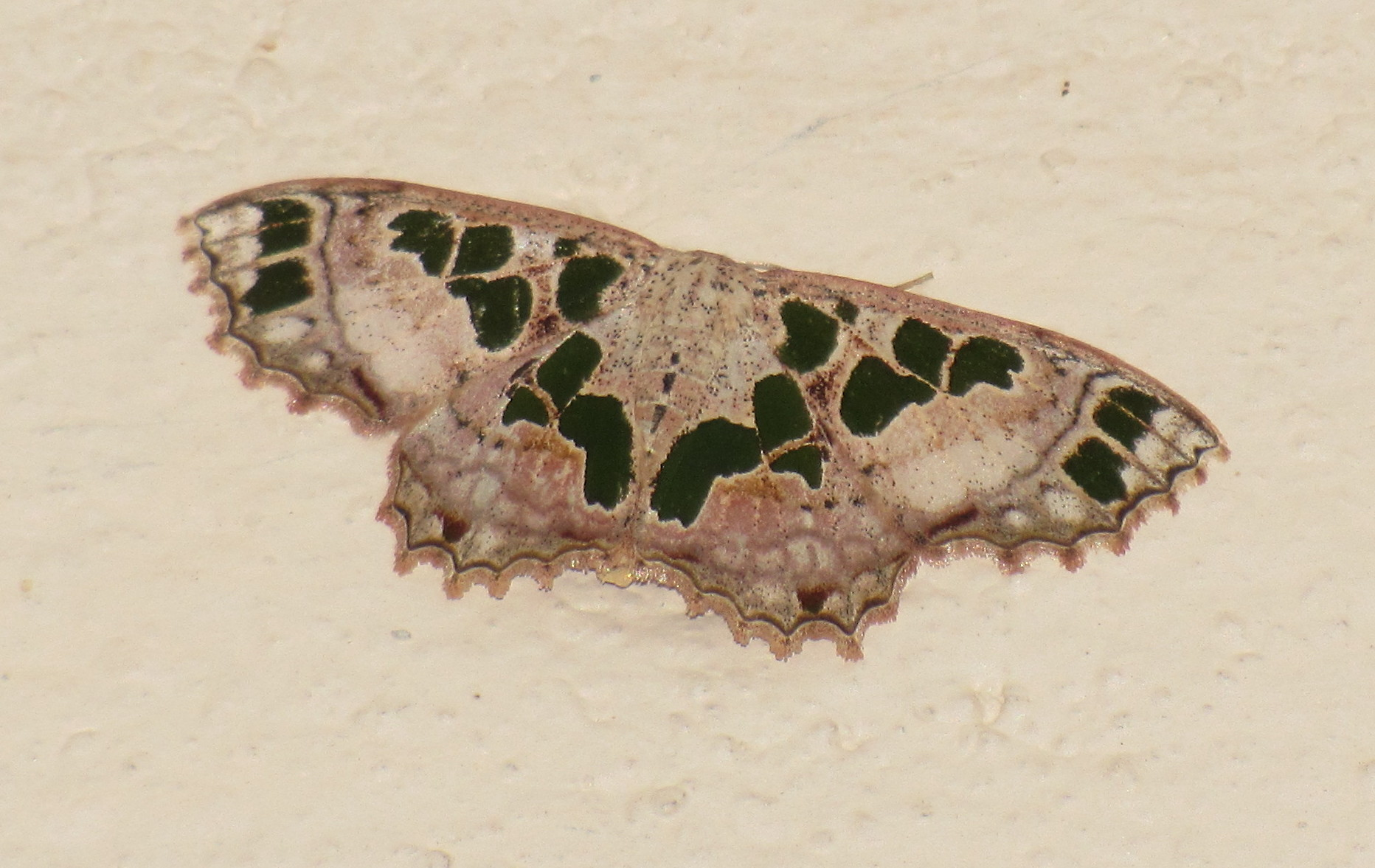